# Javier Irureta
Javier Irureta (Irún, 1 april 1948) is een Spaanse trainer en ex-voetballer.

## Spelerscarrière
Irureta speelt in de jeugd (cantera)van Real Unión voordat hij in 1967 vertrekt naar Atlético Madrid om daar verder te spelen in de jeugd. De aanvaller/middenvelder maakt al snel zijn debuut op 17 december 1967 in de verloren thuiswedstrijd tegen UD Las Palmas. Met Atlético Madrid wint hij twee landstitels en een Copa del Rey. Tevens verliest hij in 1974 de finale om de Europa Cup I tegen Bayern München.
In 1975 tekent Irureta voor Athletic Bilbao waar hij vijf seizoenen voor uitkomt. In 1977 verliest hij met Athletic de finale om de UEFA Cup tegen Juventus FC.
In 1980 stopt Irureta met voetballen. Hij kwam zes keer uit voor het Spaans voetbalelftal.

## Trainerscarrière
Irureta begint in 1984 met zijn trainerscarrière bij Sestao. In 1988 wordt hij gecontracteerd door CD Logroñés en maakt zijn debuut in de Primera División tegen zijn oude club Atlético Madrid. Na de 20e speelronde wordt hij vervangen.
In 1989 traint hij gedurende vier seizoenen Real Oviedo. In 1990/91 kwalificeert Irureta zich voor het eerst in de historie van deze club voor de UEFA Cup via een 6e plaats.
In 1993/94 traint hij Racing Santander en behaalt hij een 8e plaats, een seizoen later zit de coach op de bank van Athletic Bilbao, weer een seizoen later wordt hij tussentijds aangesteld als trainer van Real Sociedad.
In 1997 tekent de trainer een contract bij Celta de Vigo waar hij 6e mee wordt en de UEFA Cup haalt. Een jaar later gaat Irureta aan de slag bij rivaal Deportivo La Coruña.
Met deze club is hij zeer succesvol. In 1999/00 wint hij de Primera División. Daarnaast wordt hij twee keer tweede en twee keer derde. Irureta wint eveneens met zijn club de Copa del Rey en een Supercopa. Hij verlaat Deportivo aan het einde van het seizoen 2004/05.
Aan het begin van het seizoen 2006/07 wordt de trainer aangesteld door Real Betis.

## Erelijst

### Als speler
Atlético Madrid
- Primera División: 1970, 1973
- Copa del Generalisimo: 1972
- Wereldbeker voetbal voor clubteams: 1974

### Als trainer
Deportivo La Coruña
- Primera División: 2000
- Copa del Rey: 2002
- Supercopa de España: 2000,2002